# Sami Mekni
Sami Mekni (ur. 30 maja 1974) – tunezyjski judoka. Startował w Pucharze Świata w 1995, 1996 i 1998. Srebrny medalista mistrzostw Afryki w 1997 i 1998 roku.